# 上奎托湖

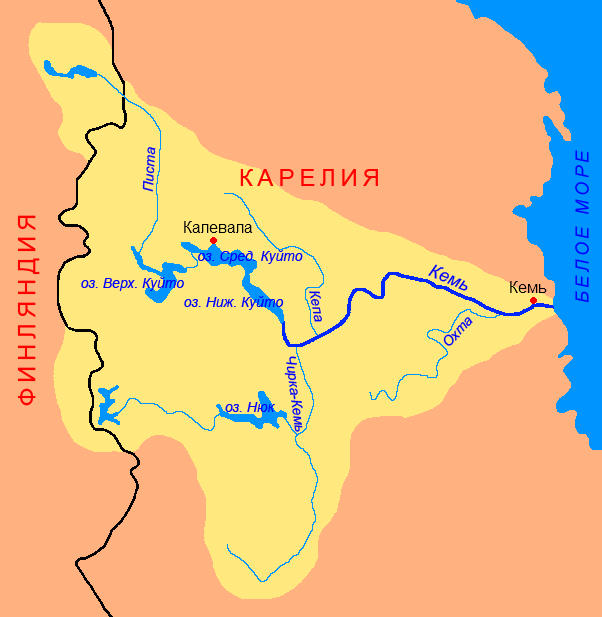

上奎托湖是俄羅斯的湖泊，由卡累利阿共和國負責管轄，位於凯姆河流域，長42公里、寬19.6公里，面積197.6平方公里，集水區面積7,390平方公里，平均水深7.4米，最大水深44米。